# Суюндюковский сельсовет
Суюндюковский сельсове́т (баш. һөйөндөк ауыл советы) — упразднённая в 2008 году административно-территориальная единица и сельское поселение (тип муниципального образования) в составе Учалинского района. Код ОКАТО — 80253880000. Согласно Закону Республики Башкортостан «О границах, статусе и административных центрах муниципальных образований в Республике Башкортостан» от 16 декабря 2004 года Суюндюковский сельсовет имел статус сельского поселения. Центром сельсовета являлось деревня Суюндюково.

## Состав сельсовета
Согласно Закону Республики Башкортостан «О границах, статусе и административных центрах муниципальных образований в Республике Башкортостан» от 16 декабря 2004 года в состав сельсовета входили:
- д. Суюндюково,
- д. Кучуково,
- д. Устиново,
- д. Сулейманово.

## История
Закон Республики Башкортостан от 19.11.2008 N 49-з «Об изменениях в административно-территориальном устройстве Республики Башкортостан в связи с объединением отдельных сельсоветов и передачей населённых пунктов» гласил:

 "Внести следующие изменения в административно-территориальное устройство Республики Башкортостан:

43) по Учалинскому району:

 б) объединить Ильчигуловский и Суюндюковский сельсоветы с сохранением наименования «Ильчигуловский сельсовет» с административным центром в деревне Ильчигулово.
Включить деревни Кучуково, Сулейманово, Суюндюково, Устиново Суюндюковского сельсовета в состав Ильчигуловского сельсовета.

Утвердить границы Ильчигуловского сельсовета согласно представленной схематической карте.

Исключить из учётных данных Суюндюковский сельсовет

## Географическое положение
На 2008 год граничил с Челябинской областью, с муниципальным образованием Ильчигуловский сельсовет («Закон Республики Башкортостан от 17.12.2004 N 126-з (ред. от 19.11.2008) „О границах, статусе и административных центрах муниципальных образований в Республике Башкортостан“»).

## Природа
Иремельское водохранилище, Ильчигуловское лесничество Учалинского лесхоза.

## железная дорога
железнодорожное полотно Учалы — Миасс.